# Microcyba
Microcyba Holm, 1962 è un genere di ragni appartenente alla famiglia Linyphiidae.

## Distribuzione
Le diciotto specie oggi attribuite a questo genere sono state rinvenute Africa centrale: presenti prevalentemente in Uganda e Kenya, vi sono anche vari rinvenimenti ed endemismi in Gabon, Congo, Camerun e Tanzania.

## Tassonomia
A dicembre 2011, si compone di 18 specie:
- Microcyba aculeata Holm, 1964 — Congo
- Microcyba affinis Holm, 1962 — Uganda
- Microcyba angulata Holm, 1962 — Kenya, Uganda
- Microcyba brevidentata Holm, 1962 — Tanzania
- Microcyba calida Jocqué, 1983 — Gabon
- Microcyba cameroonensis Bosmans, 1988 — Camerun
- Microcyba divisa Jocqué, 1983 — Gabon
- Microcyba erecta Holm, 1962 — Uganda
- Microcyba falcata Holm, 1962[3] — Uganda
- Microcyba hamata Holm, 1962 — Kenya, Uganda
- Microcyba hedbergi Holm, 1962 — Uganda
- Microcyba leleupi Holm, 1968 — Congo
- Microcyba projecta Holm, 1962 — Uganda
- Microcyba simulata Holm, 1962 — Kenya
- Microcyba tridentata Holm, 1962 — Kenya, Uganda
- Microcyba vancotthemi Bosmans, 1977 — Kenya
- Microcyba viduata Holm, 1962 — Kenya
- Microcyba vilhenai Miller, 1970 — Congo